# Mayarí
Ne doit pas être confondu avec Mayari, déesse Tagalog.
Mayarí est une ville et une municipalité de Cuba dans la province de Holguín.

## Géographie

### Situation
La ville de Mayarí est dans le sud-est de l'île de Cuba et le sud-ouest de la province de Holguín. Elle se trouve à 822 km sud-est de La Havane et 91 km (en passant par Caballeria) sud-est de sa capitale de province Holguín. Elle est à 5 km au sud de la baie de Nipe, sur la route 123 de Caballeria (40 km à l'ouest) à Sagua de Tánamo (60 km à l'est). 

Elle est en rive gauche de la rivière Mayarí (avec seulement deux ponts, l'un au nord et l'autre au sud de Mayarí).
L'ancien aéroport de Nicaro (en) se trouve à l'est de la ville et l'aéroport de Preston (en) au nord.
Le parc national de la Sierra Cristal (en) (en espagnol Parque Nacional de Pico Cristal) commence sur la municipalité à 10 km à l'est de la ville et 
le parc national Mensura-Pilotos (presque entièrement inclus dans la municipalité) à 7 km au sud.

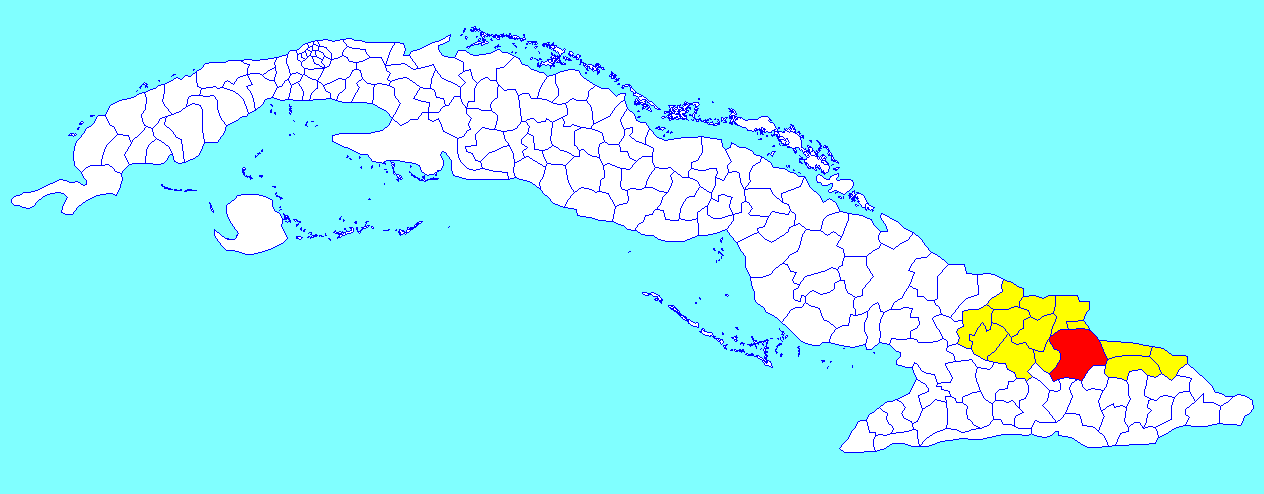
Municipalité de Mayarí dans la province de Guantánamo
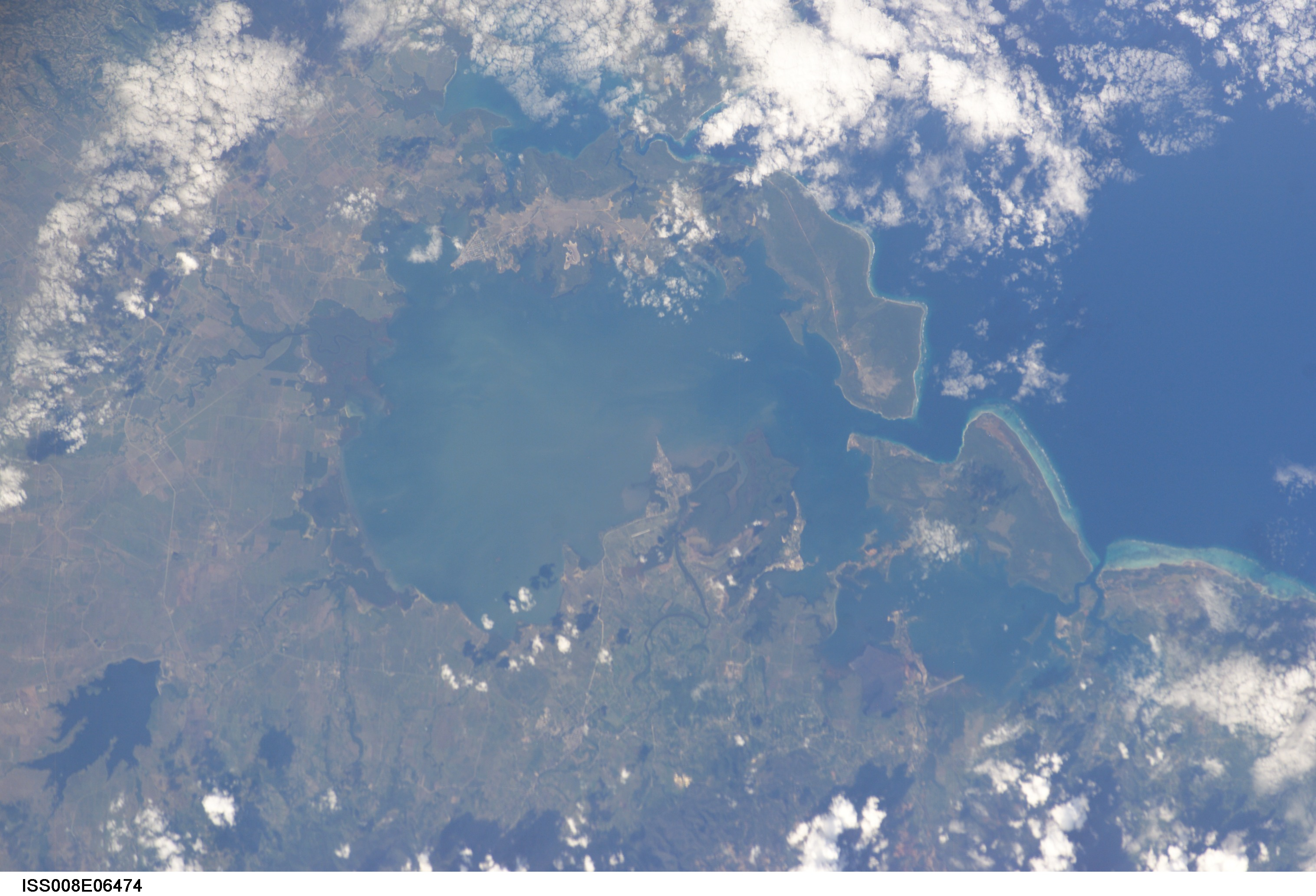
Baie de Nipe

### Municipalités voisines

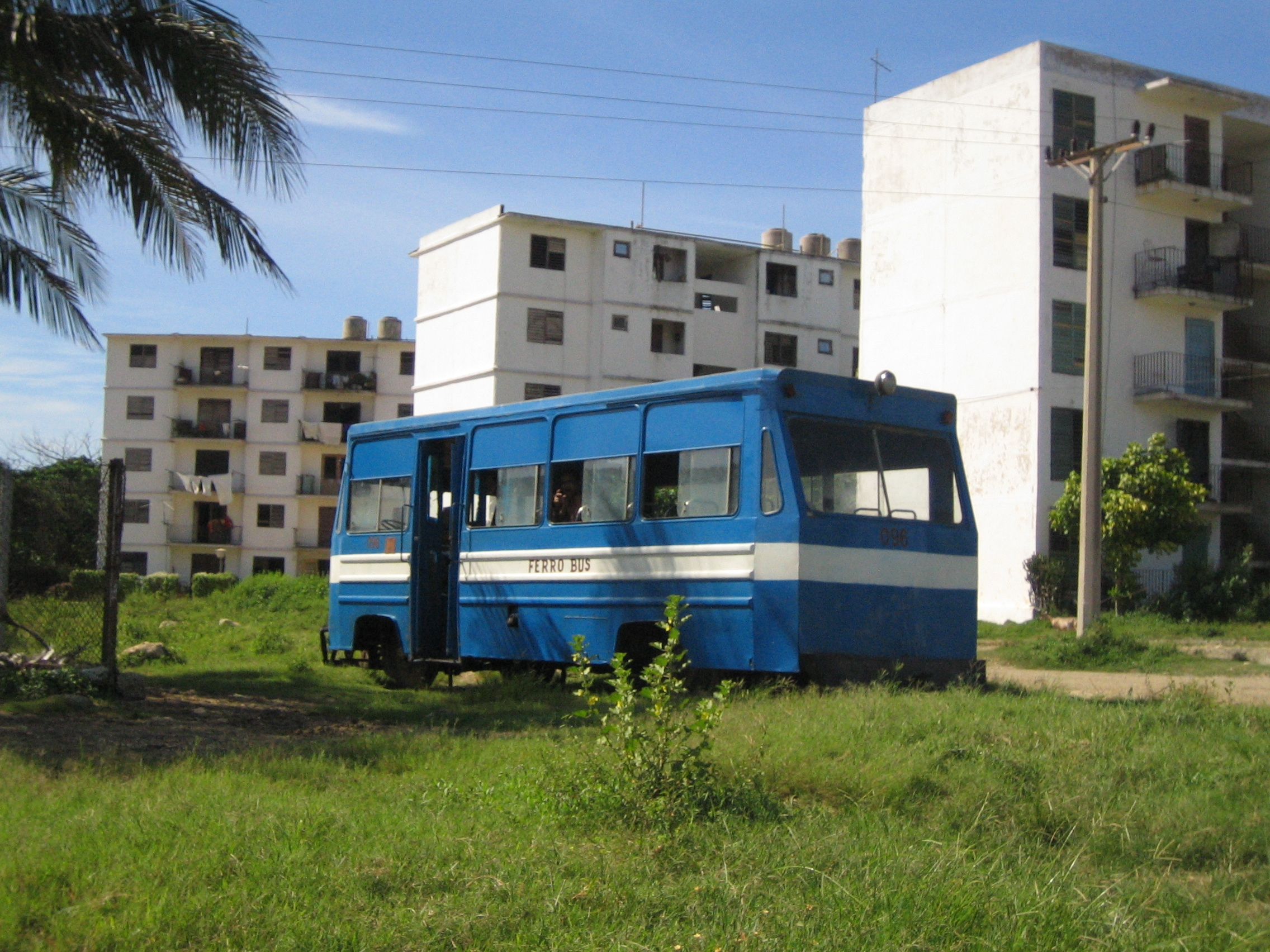
Ferro bus à

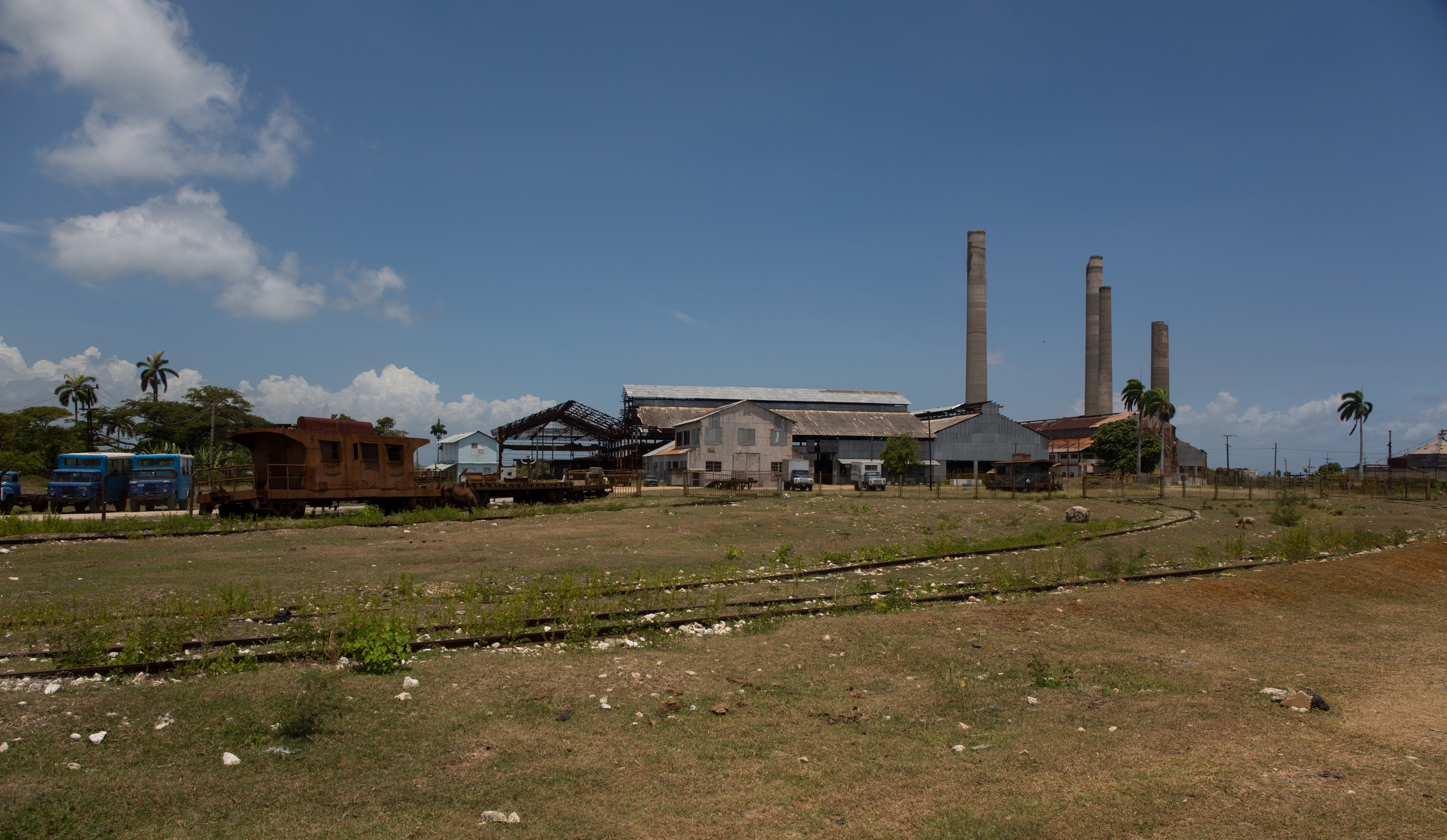
Guatemala - Preston,
vieille raffinerie de sucre

### Divisions administratives

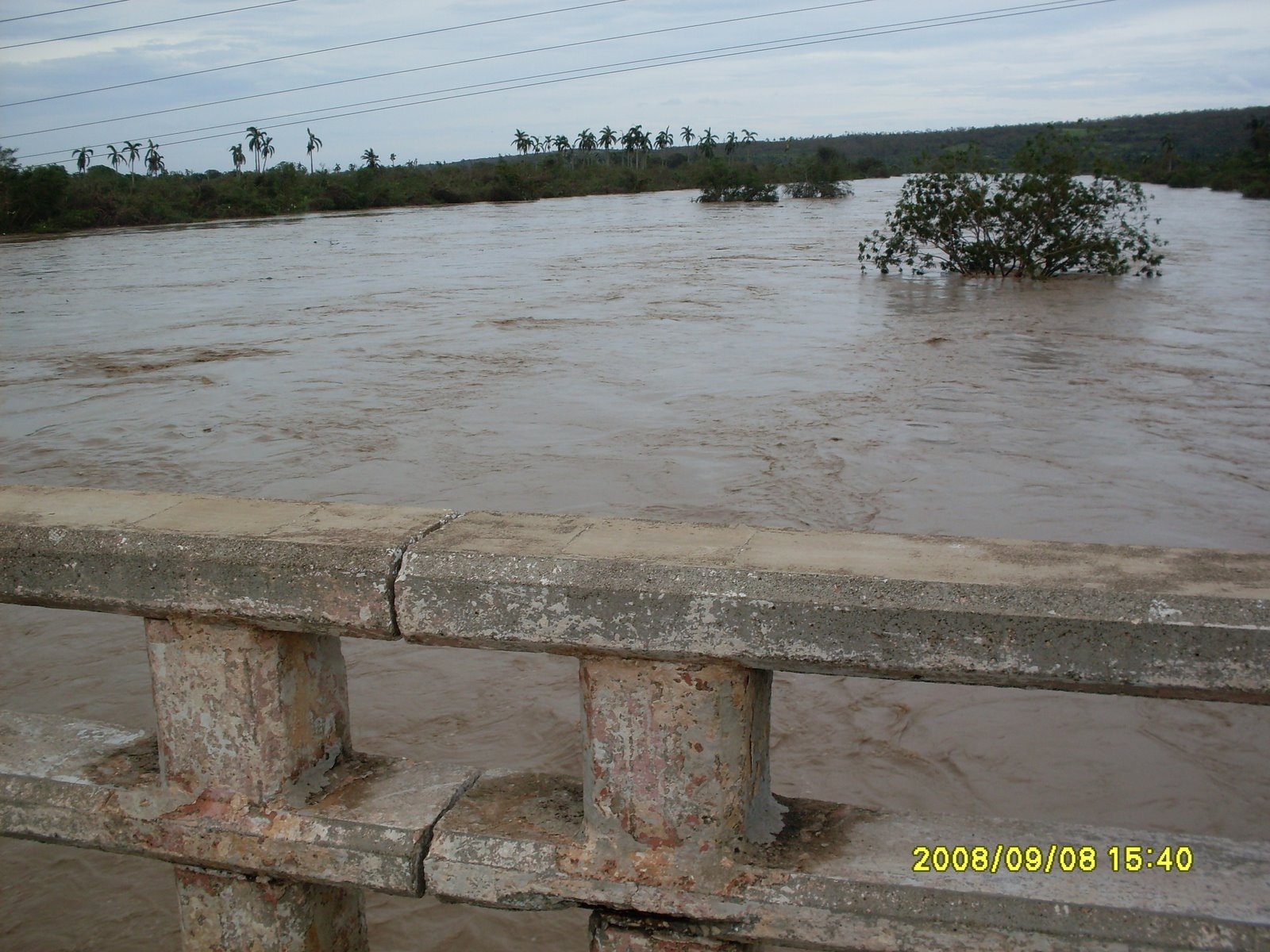
Le Mayarí pendant un ouragan en 2008

La municipalité comprend 21 consejos populares :
- Arroyo Seco (environ 30 km au sud de Mayarí)
- Cabonico (sur la route 123 à environ 30 km à l'est de Mayarí)
- Cajimaya (sur la route 123 à 11 km à l'est de Mayarí - détour par l'un ou l'autre pont)
- Caridad
- Chavaleta (rive droite du Mayarí, face à la ville Mayarí)
- Colorado (environ 10 km au sud de Mayarí)
- Cosme (11 km au nord-ouest de Mayarí)
- El Níspero (Guanina) (dans la baie de Nipe)
- Felton (dans la baie de Cajimaya, qui ouvre sur la baie de Nipe)
- Guaro (sur la route 123 à 11 km à l'ouest de Mayarí)
- Guatemala (en) (dans la baie de Nipe)
- Guayabo (12 km au sud de Mayarí)
- Juan Vicente (dans la baie de Nipe)
- La Ayúa
- Levisa (en) (dans la baie de Levisa, à l'est de la baie de Nipe)
- Ville de Mayarí
- Naranjal (sur la Carretera Central à l'ouest de Mayarí)
- Nicaro (en)
- Nipe
- Pinares (26 km au sud-ouest de Mayarí)
- Primero de Enero

Levisa (en) (dans la baie de Levisa) : ne pas confondre avec le cayo Levisa de l'archipel des Colorados qui ne se trouve pas dans cette municipalité, ni même dans la province : il est dans la province de Pinar del Río à l'ouest de La Havane. Il existe par ailleurs deux autres “cayo Levisa”, détaillés dans l'article “cayo Levisa”.
La municipalité inclut le cayo Saetía (en), un parc naturel de 42 km2 à l'entrée de la baie de Nipe. 65 % de cette île sont couverts de différentes formations boisées et le reste est en prairies.
- Cayo Saetía (en)

Cayo Saetía
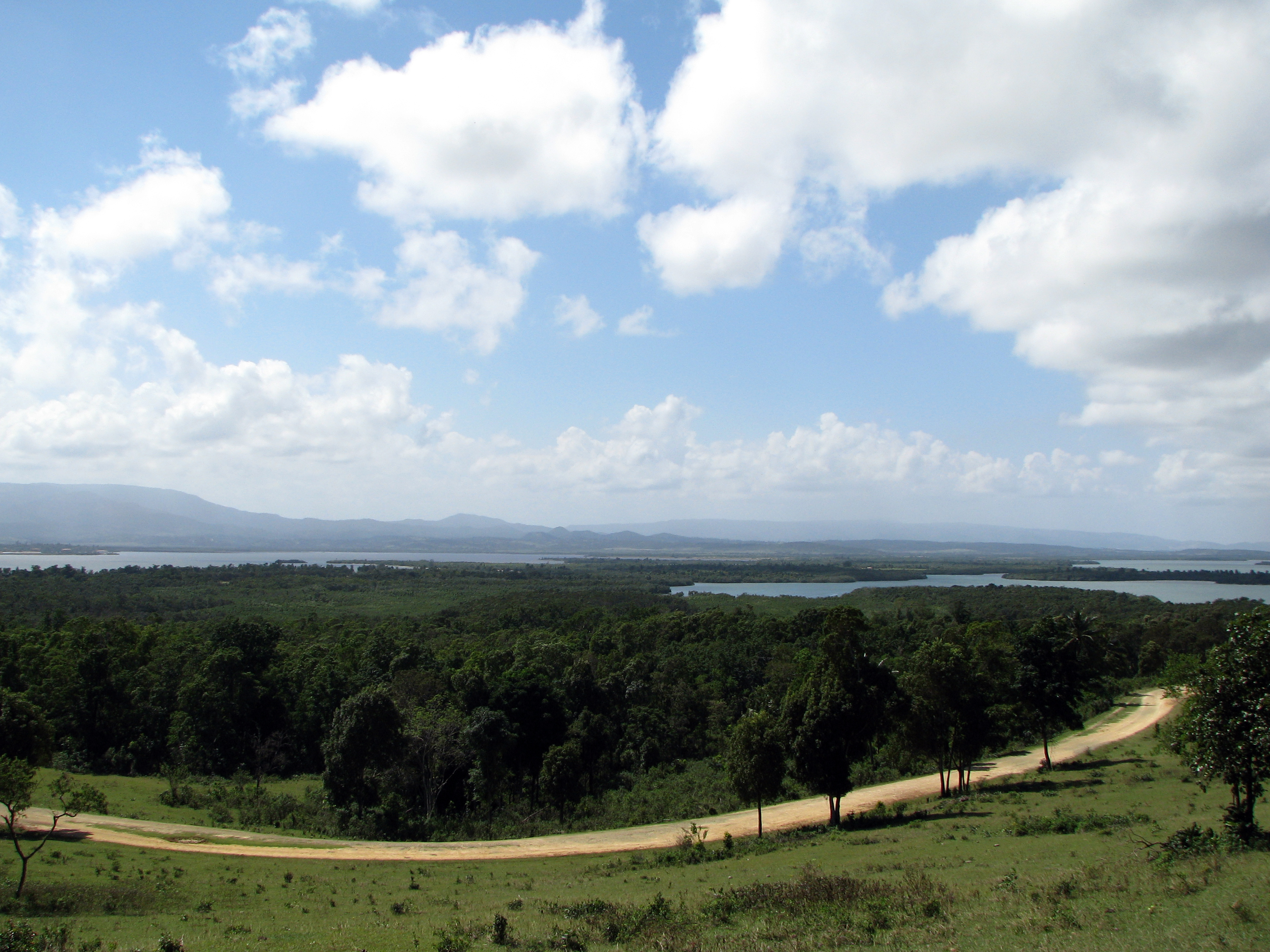
Panorama, vue vers l'ouest
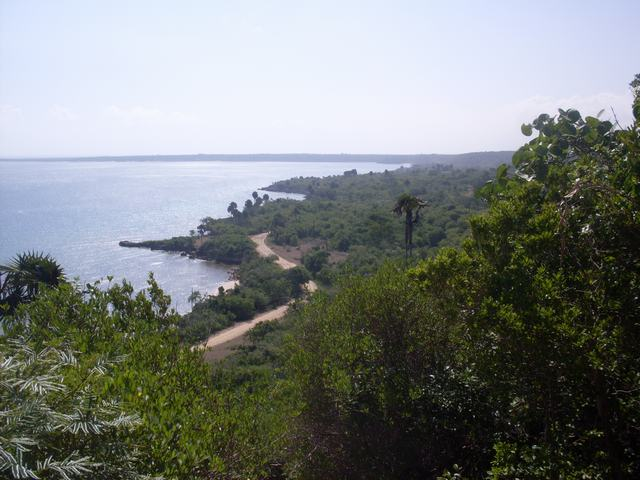
Vue depuis la colline la vigie
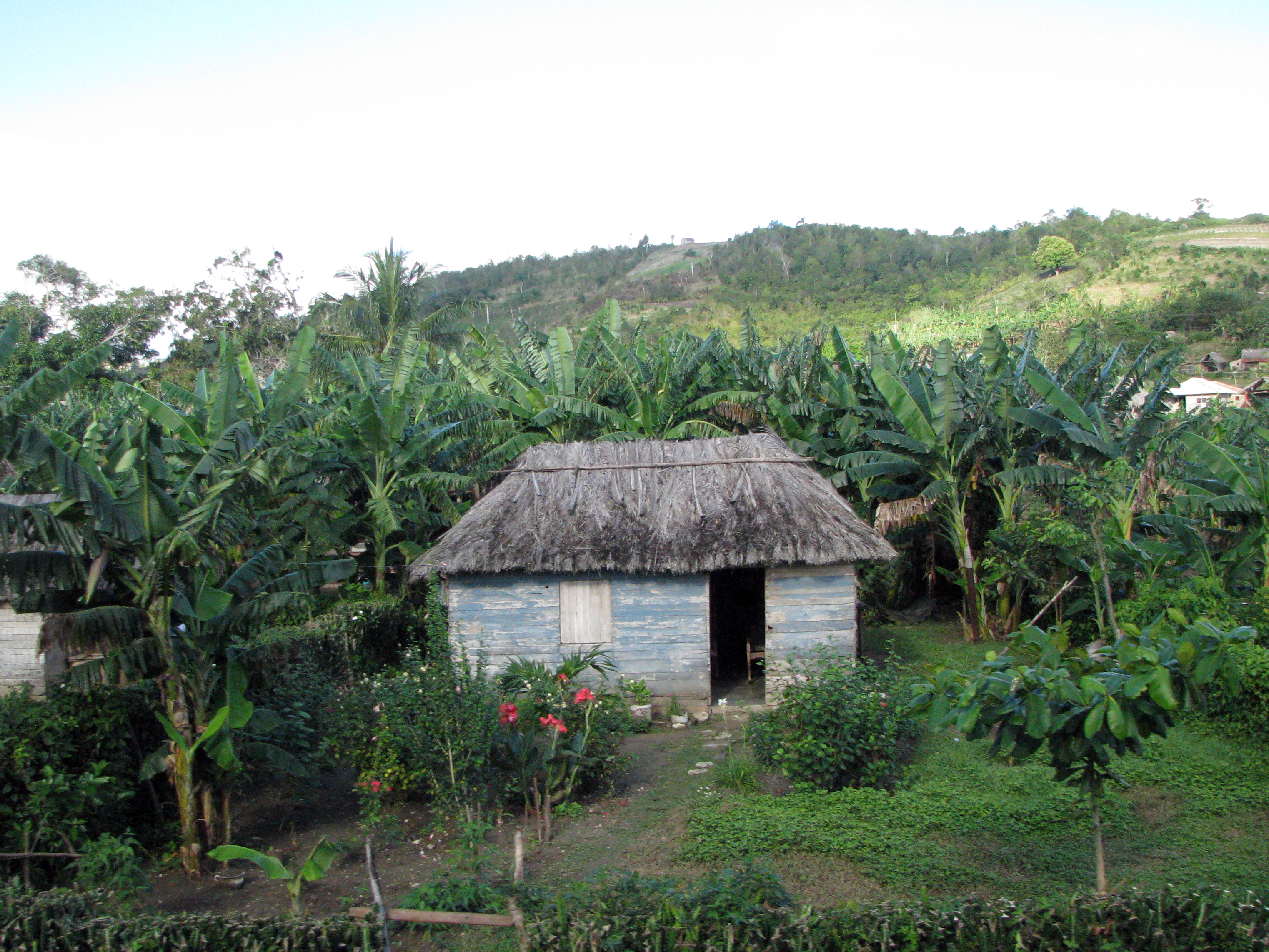
Paysage
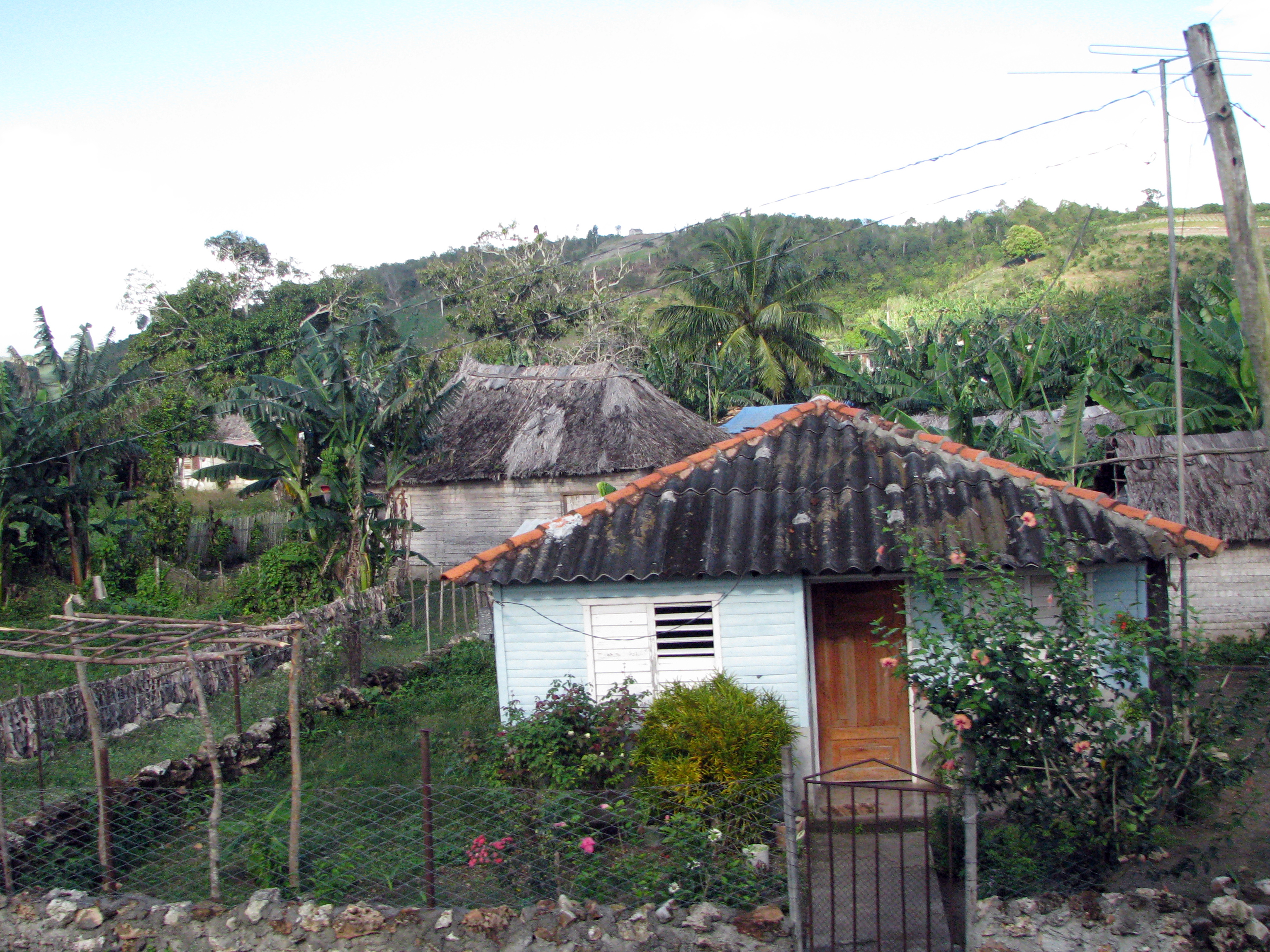
Quelques habitations
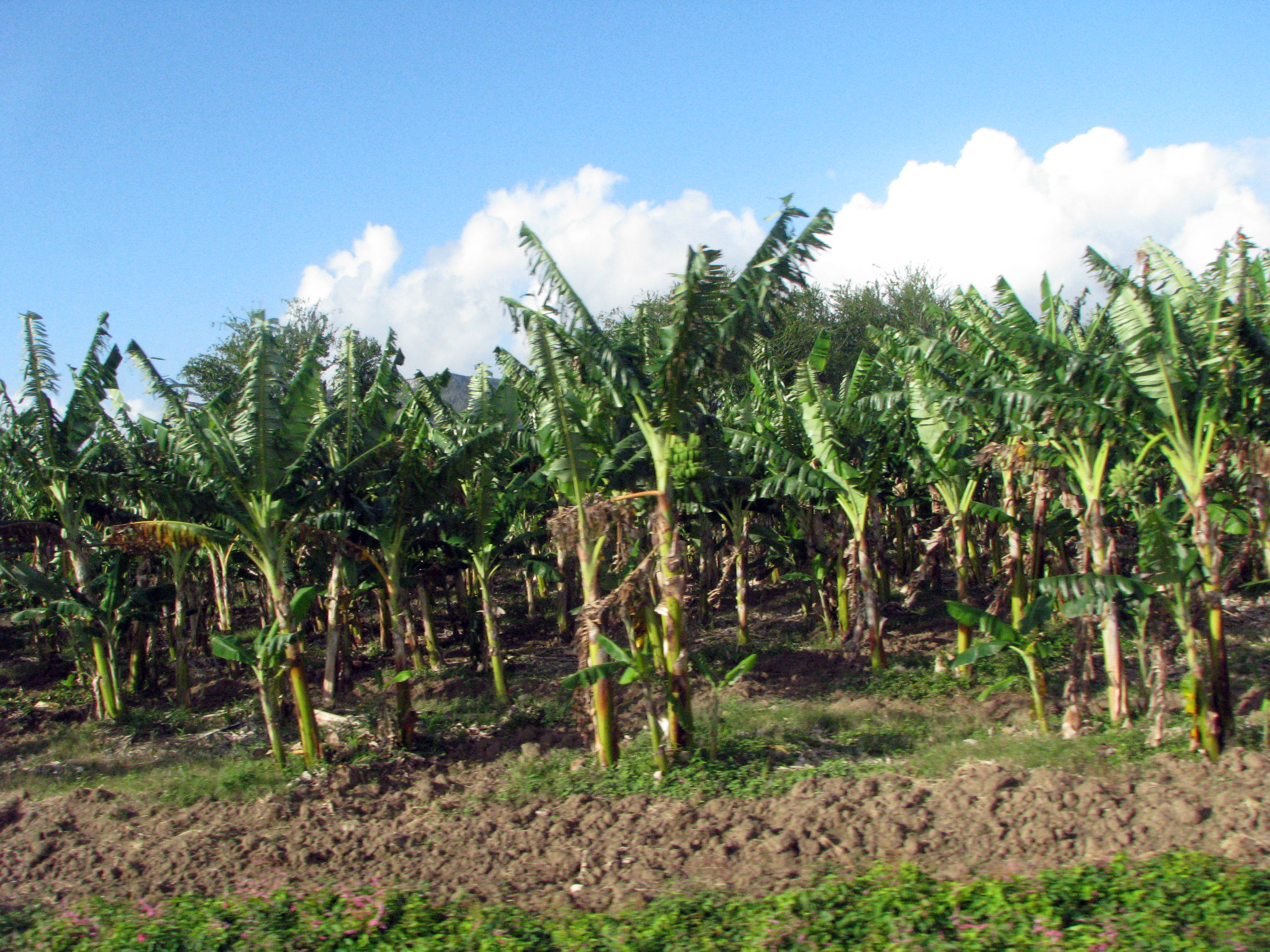
Une culture
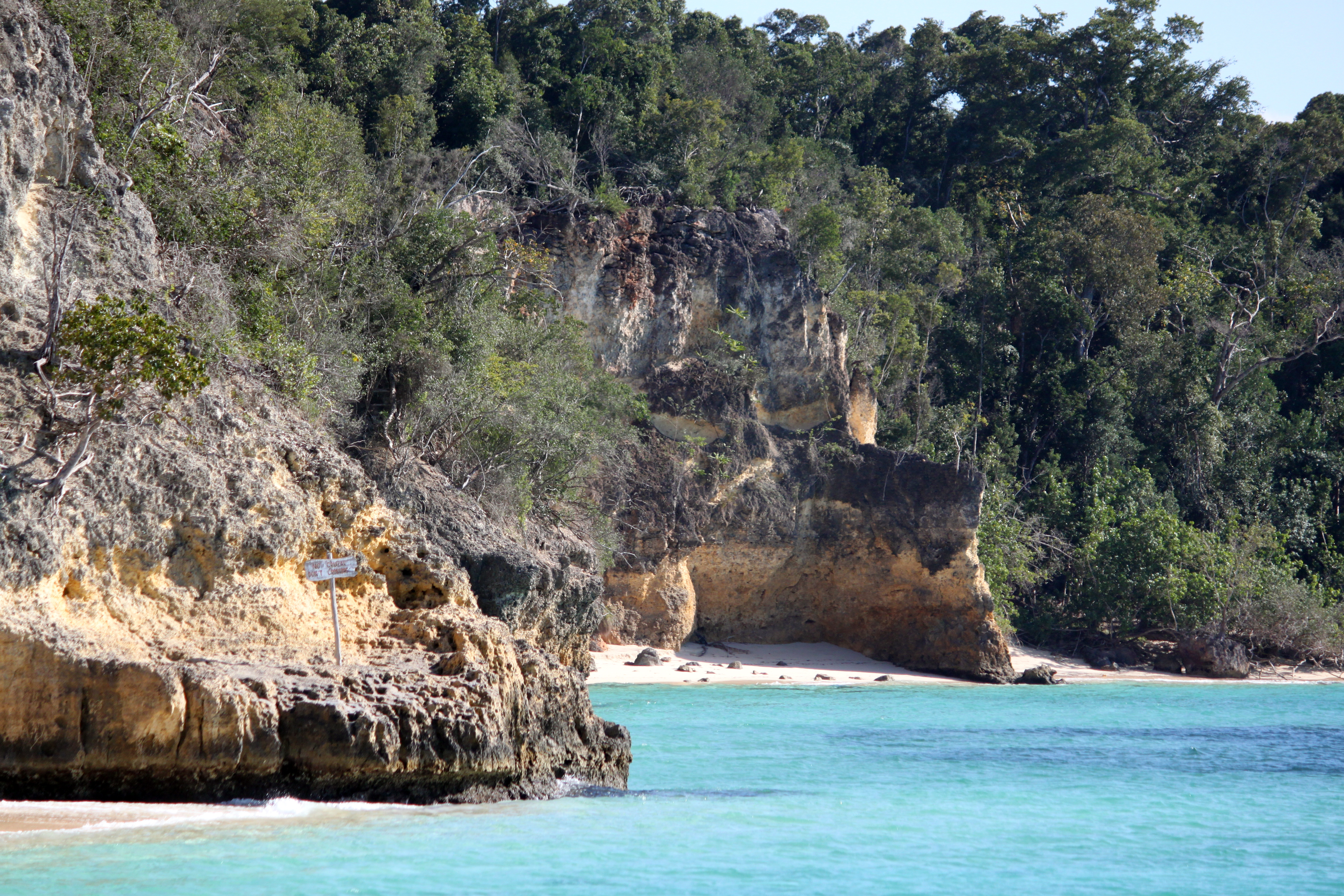
La côte
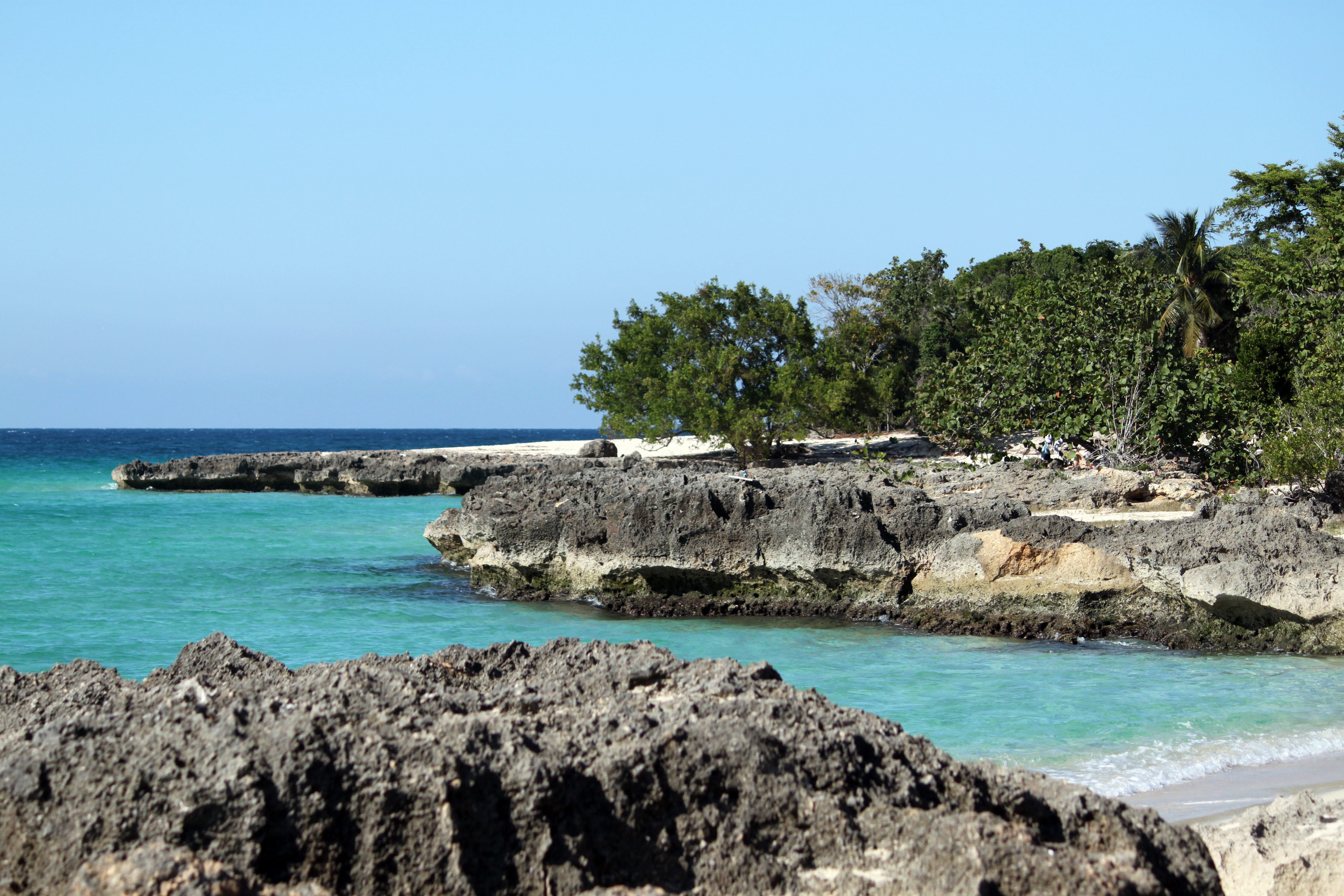
La côte
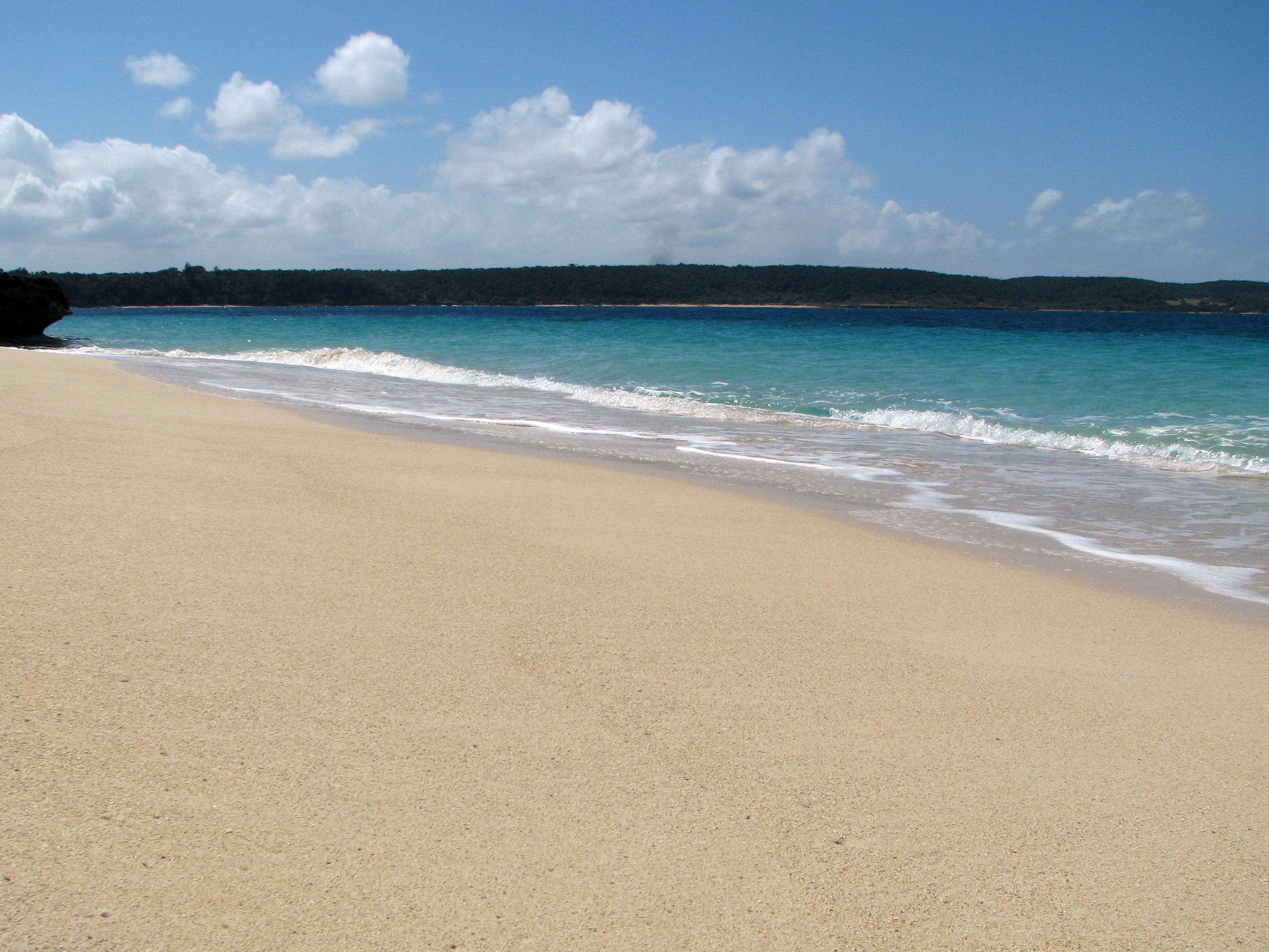
Une plage
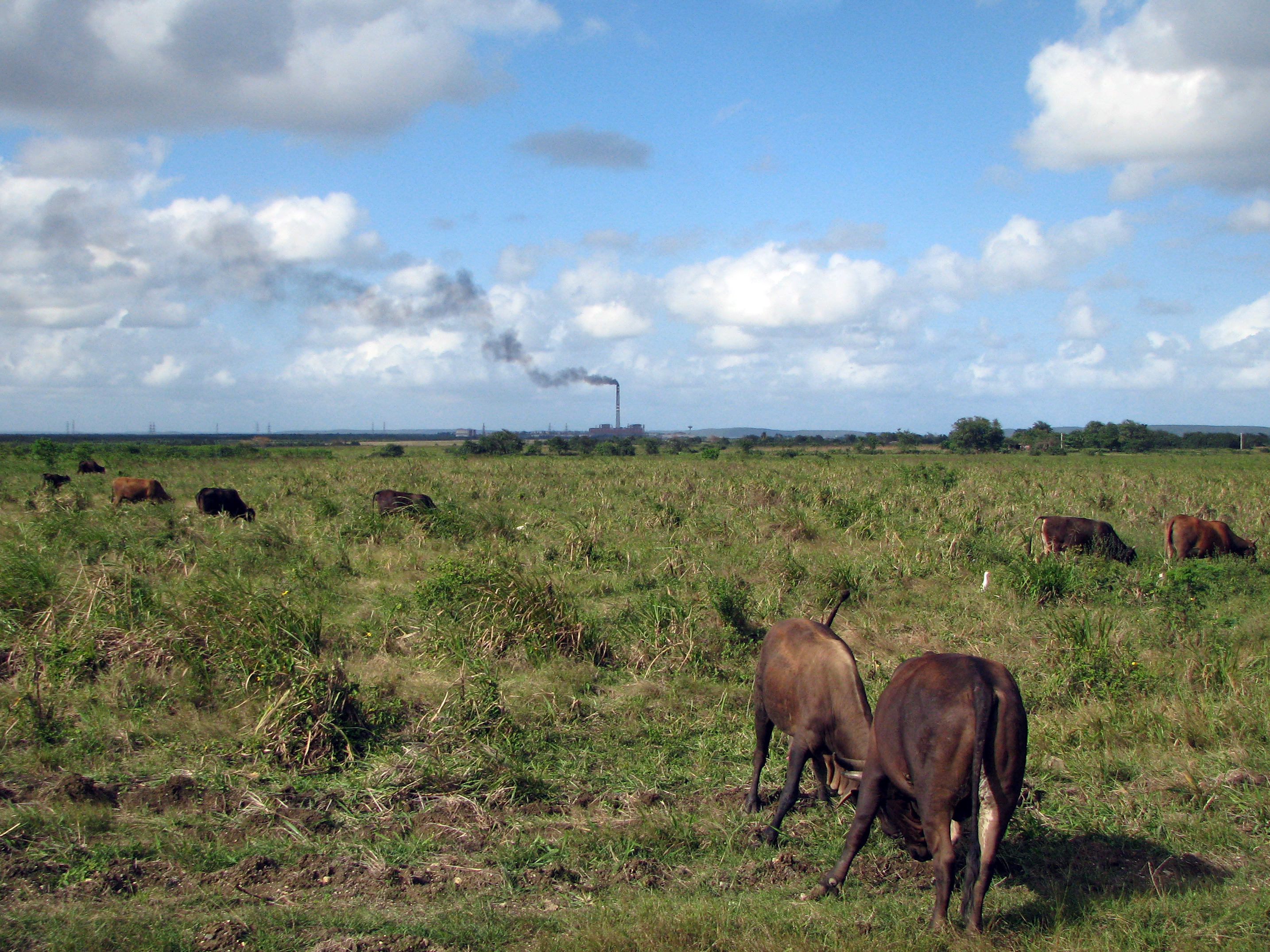
Bovidés en prairie sur fond d'usine
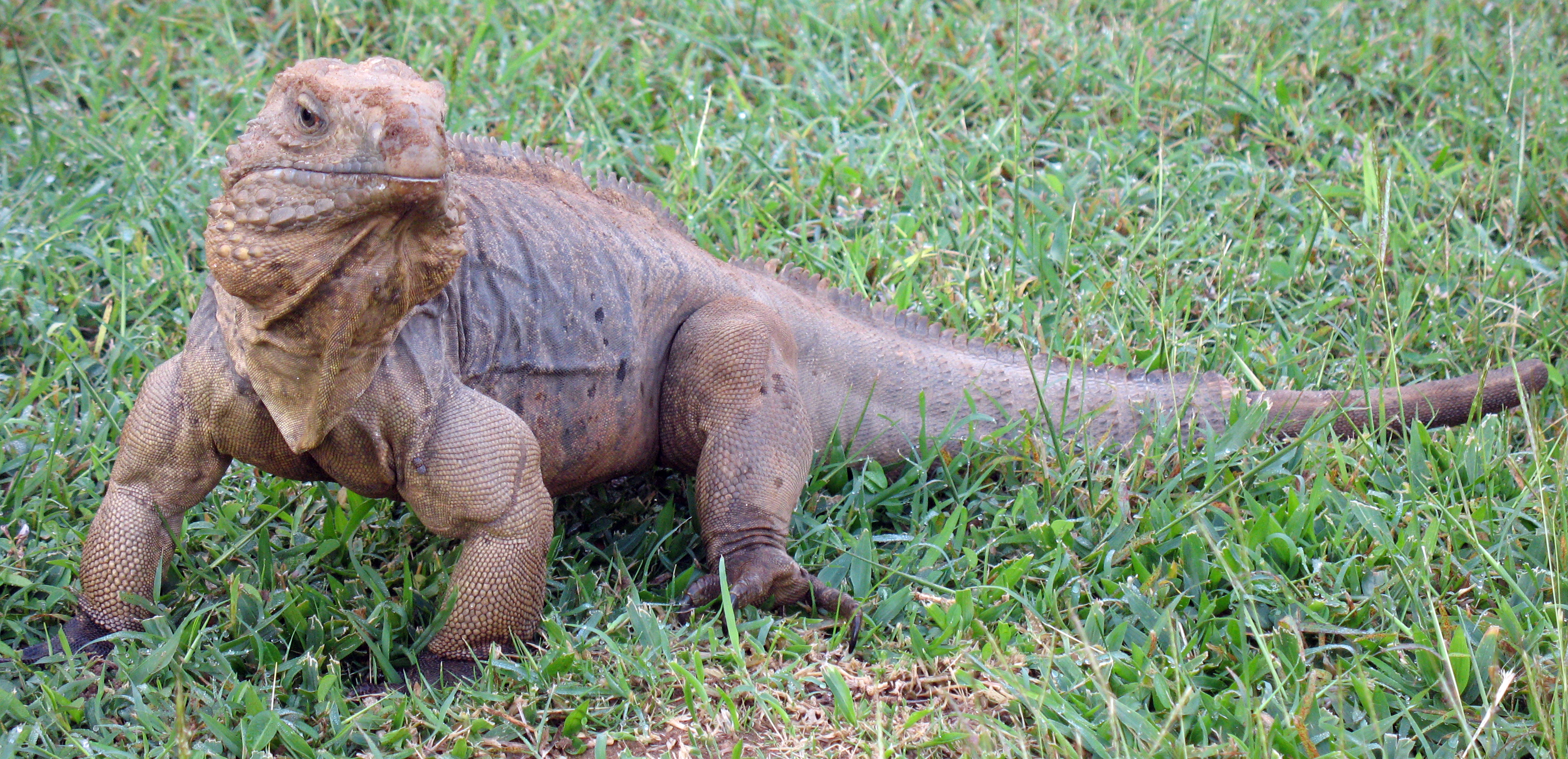
Saurien du genre Cyclura (Cyclura rileyi ?)
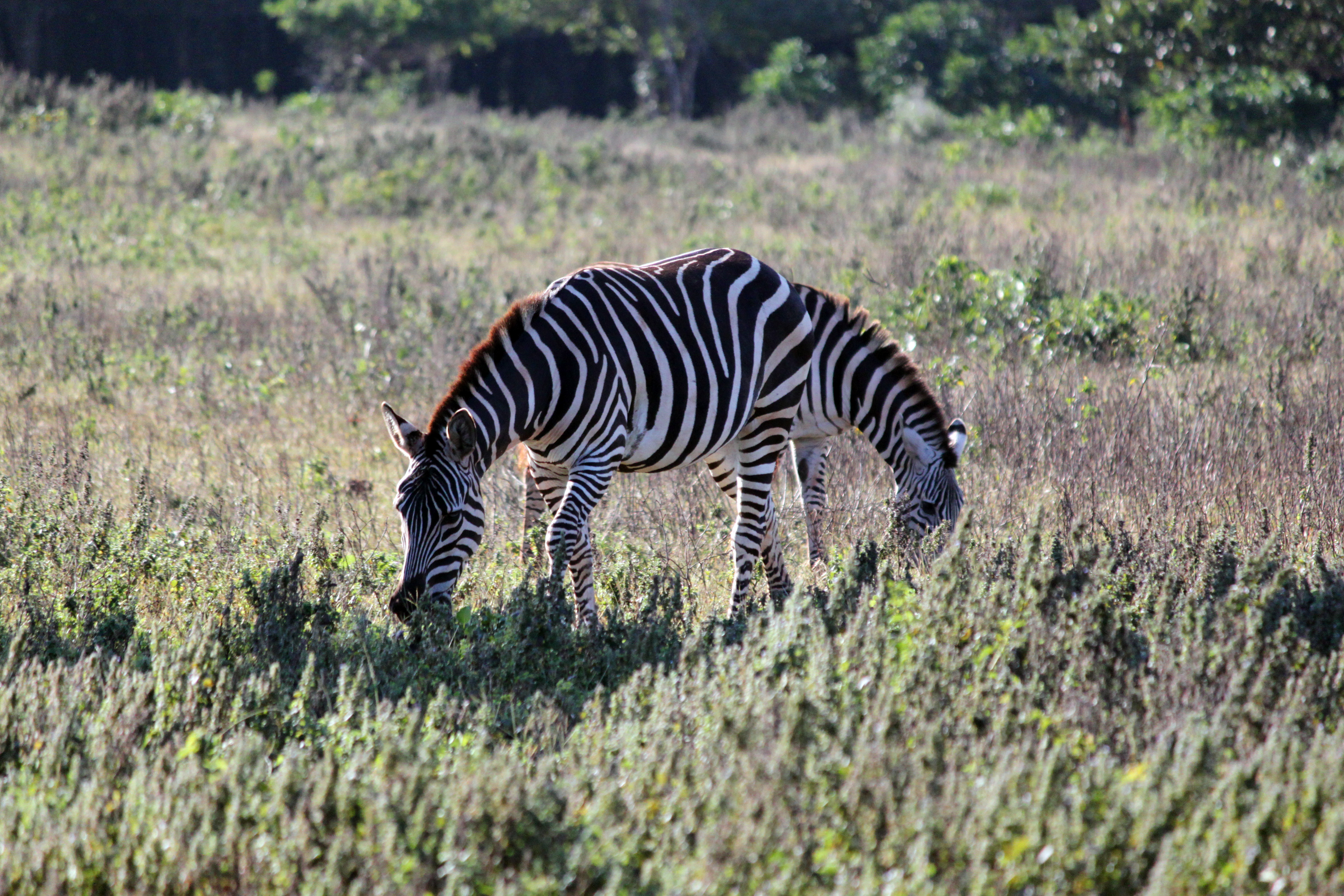
Zèbres
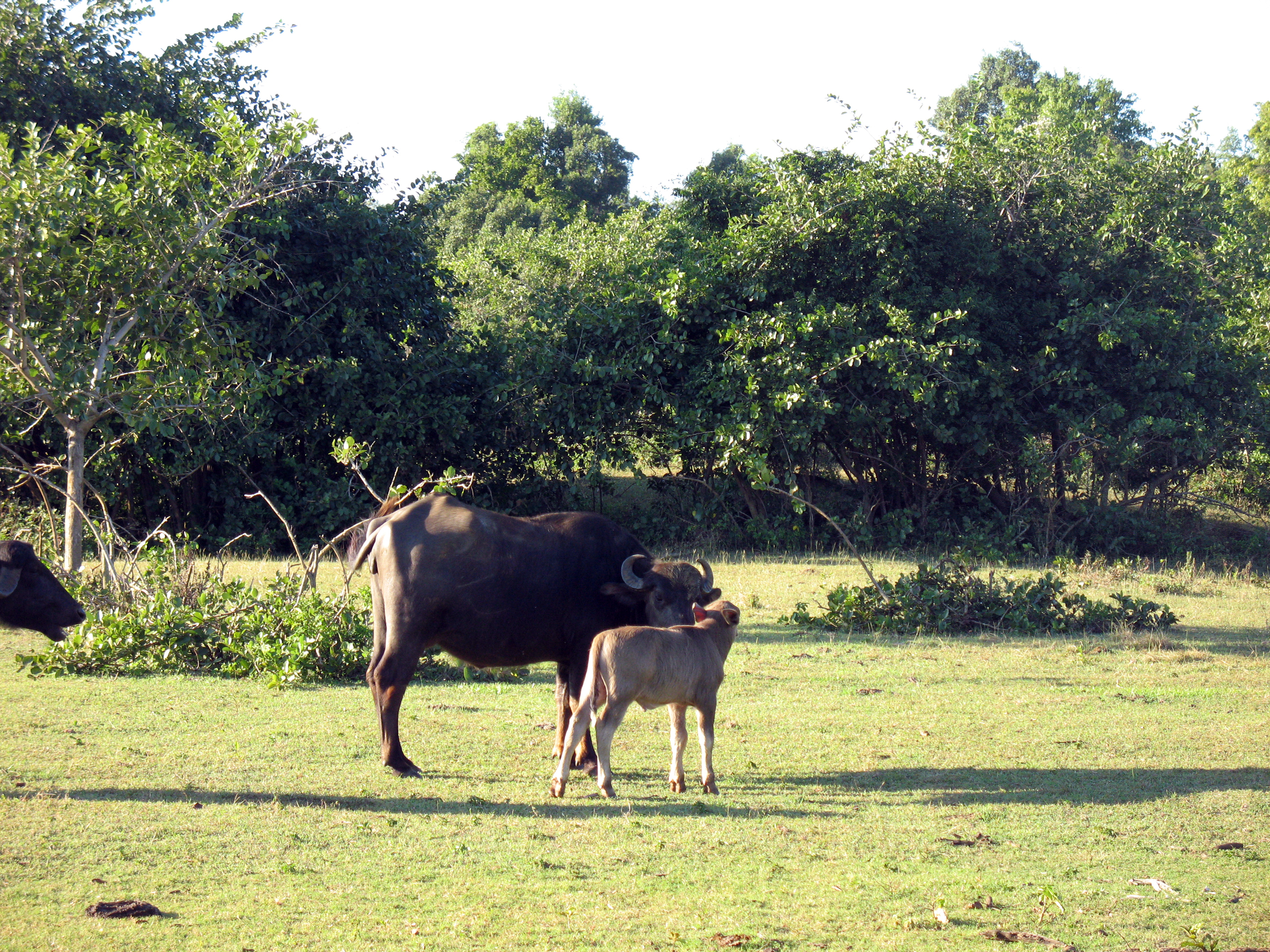
Buffle d'eau
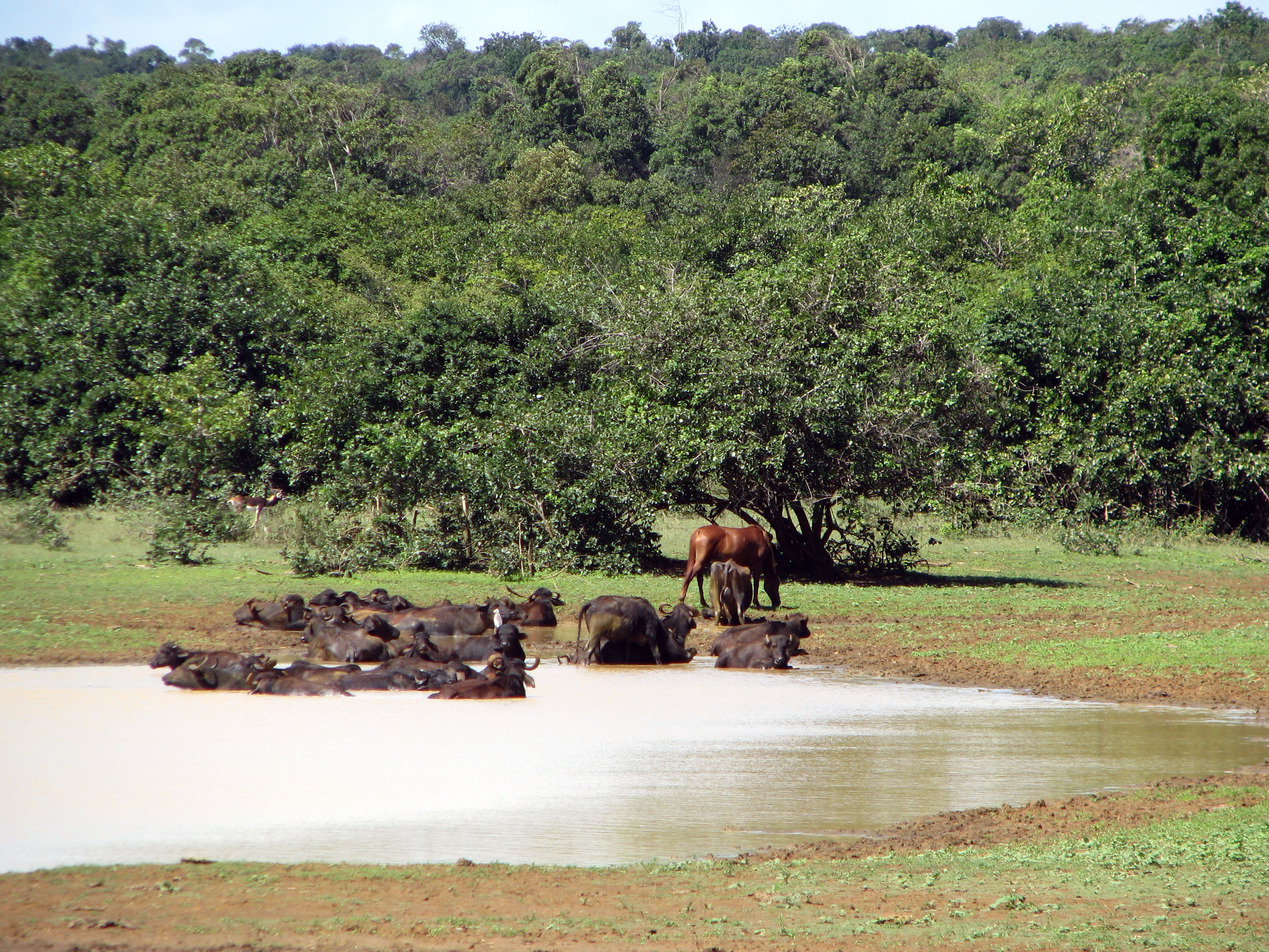
Chevaux et buffles d'eau

### Hydrographie
Les principaux cours d'eau de la municipalité sont le Mayarí (es) (110 km de longueur), le Nipe,, (54 km de longueur), le Guaro et le Juan Vicente,.
Sur le Mayarí (es) se trouve un réservoir créé par le barrage alimentant la centrale hydroélectrique Río Hondo.

## Population
En 2022, la population était estimée à 92 792 habitants ; pour une surface de 1 304 km2, la densité de population est de 71,15 habitants/km².